# Kamiah
Kamiah (Kamiaxpu), jedna od brojnih skupina Nez Perce Indijanaca (Probušenih Nosevi) iz porodice shahaptian, koji su nekada živjeli u blizini današnjeg Kamiaha u Idahu. O njima prvo govore Lewis & Clark pod imenom Kimmooenim (1805), kao bandi Čopaniš Indijanaca, i procjenjuju im broj na 800 ljudi koji žive u velikim kućama.
Ostali nazivi za njih su: Kamia (Gatschet); Ki-moo-e-nim; Kimooenim (Lewis & Clark); Kimmooenim (Morse), Kimoenims (Drake).